# Edward Szczepanek
Edward Szczepanek (ur. 19 sierpnia 1949) – polski lekkoatleta specjalizujący się w rzucie oszczepem.
Brązowy medalista mistrzostw Polski (1977). Reprezentował klub Górnik Wałbrzych. W czasie kariery ważył 82 kg i miał 179 cm. wzrostu. Rekord życiowy: 81,72  (27 sierpnia 1978, Lublin).